# They – Sie kommen
They – Sie kommen (Originaltitel: Wes Craven Presents They oder kurz They, Alternativtitel: They – Fürchte die Dunkelheit) ist ein US-amerikanischer Horrorfilm von 2002. Trotz des Originaltitels führte nicht Wes Craven, sondern Robert Harmon die Regie. Die Hauptrolle übernahm Laura Regan.

## Handlung
Von ihrem Freund Billy erfährt Julia, dass dieser seit der Kindheit von Albträumen heimgesucht wird. Dabei fühlt sich Billy von unheimlichen Wesen verfolgt. Obwohl es ihr als kleines Mädchen genauso erging, glaubt Julia ihm nicht und versucht ihn zu beruhigen. Vor Verzweiflung erschießt sich Billy in einem Diner im Beisein von Julia plötzlich mit einem Revolver selbst. Auf der Beerdigung von Billy begegnet Julia, die als Studentin an ihrer Magister-Arbeit im Fach Psychologie arbeitet, zwei weiteren Leidensgenossen namens Terry und Sam mit vergleichbarer Vergangenheit und sie wird zunehmend von ähnlichen Illusionen geplagt, wie sie Billy geschildert hatte. Terry und Sam übergeben Julia das Tagebuch von Billy, gemeinsam studieren sie die Notizen darin über dämonische Erscheinungen wie Incubus und Grendels. Als sich Julia deshalb in die Sprechstunde des Psychiaters Dr. Booth begibt, der Julia seit ihrer Kindheit kennt, vermutet der Arzt eine Nachtangst bei der jungen Frau, verursacht durch ein seelisches Trauma. Allerdings ist den Betroffenen um Julia gemein, dass sie jeweils ein blutendes Wundmal am Körper tragen. Als Julia zur Weiterbildung in einem Sachbuch über das Thema Ikonografie blättert, stößt sie auf mehrere Zeichnungen der Kunstgeschichte, die sich motivisch mit Albträumen und Wahnvorstellungen beschäftigen, zum Beispiel das Gemälde Nachtmahr des Malers Johann Heinrich Füssli. Unterdessen geht ihre Bekannte Terry, die am linken Fußknöchel blutet, in ein Schwimmbad, um im Becken ein paar Bahnen zu schwimmen. Mit einem Mal erlöschen sämtliche Lichter in der Halle und Terry wird Opfer von schrecklichen Ungeheuern. Ebenso gerät Sam in Bedrängnis, der in seinem Loft an einem großformatigen pechschwarzen Gemälde malt, als plötzlich die Sprinkleranlage angeht und das Böse über ihn kommt. Schließlich stellt sich heraus, dass Julia von dämonischen Wesen verfolgt wird, die für andere Menschen nicht sichtbar sind. Aus der blutigen Wunde, die sich bei Julia an der rechten Seite der Stirn befindet, zieht sie vor dem Spiegel auf einer Toilette einen langen schwarzen Splitter heraus, der von den Dämonen stammt. Nachdem Julia in einer U-Bahnstation von den Monstern angegriffen wurde, lässt sie Dr. Booth in einem psychiatrischen Krankenhaus zur weiteren Behandlung unterbringen. Jedoch können selbst die dortigen Doktoren nicht verhindern, dass Julia letztlich den bösen Wesen nicht entkommen kann. In einem Wandschrank, für Dr. Booth unsichtbar, schreit seine Patientin Julia hysterisch um Hilfe in einer dunklen verschwommenen und von widerwärtigen Kreaturen bevölkerten Parallelwelt.

## Rezeption
TV Spielfilm schreibt von einem „abgedroschenen Plot“, kommt letztlich aber doch zu einem positiven Fazit, da „das Ganze [einen] immer mehr in seinen Bann zieht“.
Mario Rössel schreibt, der Film setzte „auf Atmosphäre und die Vorstellungskraft der Zuschauer“ und spiele „dabei gut mit den Ängsten der Zuschauer“. Er lobt zudem die Leistung der Hauptdarstellerin Laura Regan. Negativ merkt er an, dass der Film zum Teil vorhersehbar und für Fans des Genres nichts Neues sei, zudem bemerkte er einige Längen in der Handlung.

## Hintergrund
Der Film feierte am 27. November 2002 in den USA und am 16. August 2003 auf dem Hamburger Filmfest Premiere. They war ein finanzieller Misserfolg, er spielte bei einem Produktionsbudget von etwa 17 Millionen US-Dollar nur ungefähr 16 Millionen US-Dollar ein. Gedreht wurde der Film in Kanada.